# Hermit's Rest
Hermit's Rest – ou Hermits Rest – est un bâtiment américain situé dans le comté de Coconino, en Arizona. Conçu par l'architecte Mary Colter, cet abri est protégé au sein du parc national du Grand Canyon. Inscrit au  Registre national des lieux historiques depuis le 7 août 1974, il est par ailleurs une propriété contributrice aux Mary Jane Colter Buildings, un district historique quant à lui inscrit à ce registre et même classé National Historic Landmark depuis le 28 mai 1987.